# دوی پابرهنه

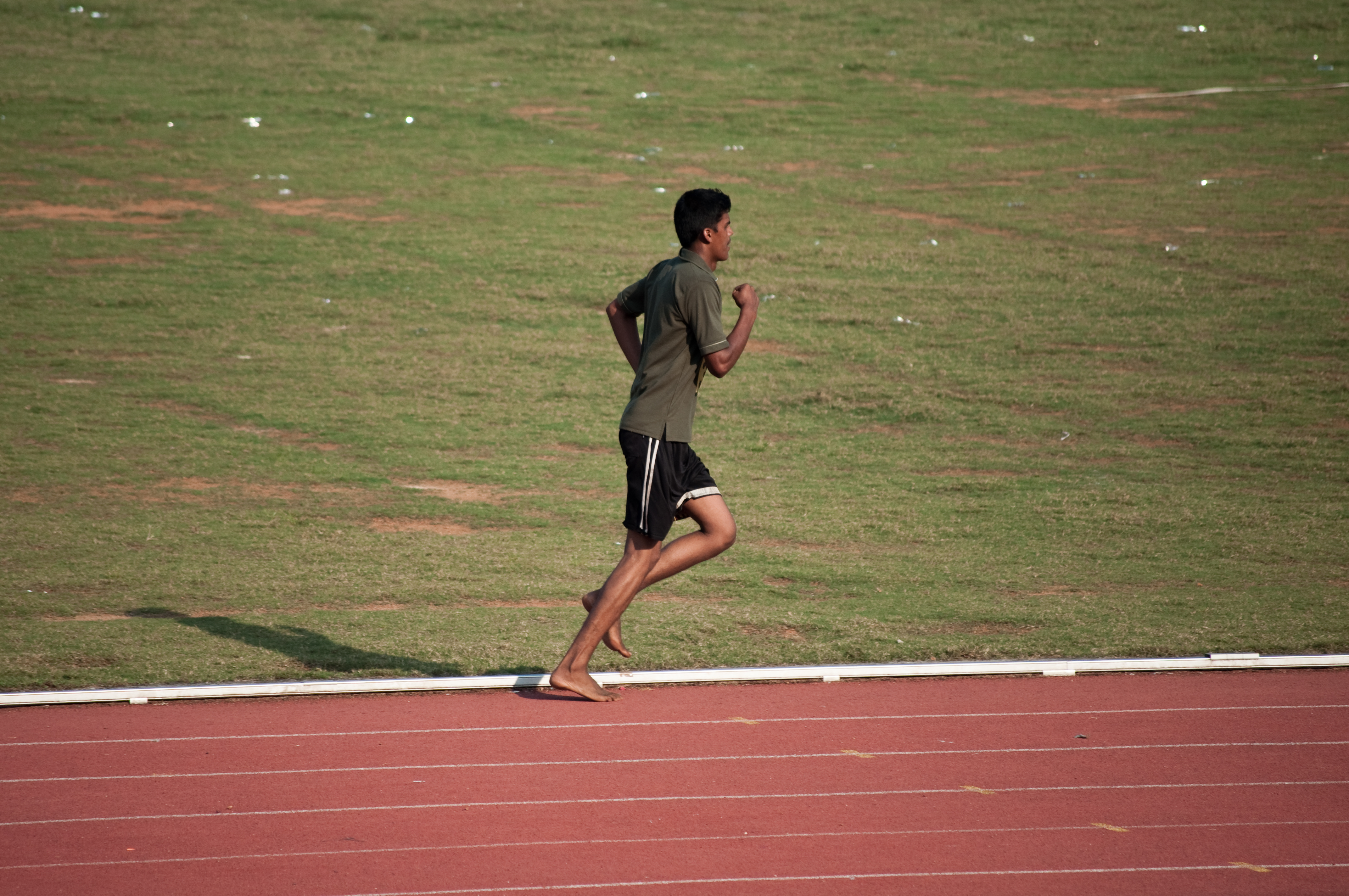
مردی در حال دویدن با پای برهنه

دوی پابرهنه یا دویدن با پای برهنه که «دویدن طبیعی» نیز نامیده می‌شود، عمل دویدن بدون کفش است. با ظهور کفش، دویدن با پای برهنه در بیشتر نقاط جهان کمتر رایج شده است، اما هنوز هم در بخش‌هایی از آفریقا و آمریکای لاتین انجام می‌شود. در برخی از کشورهای غربی، دویدن با پای برهنه به دلیل مزایای سلامتی، محبوبیت بیشتری پیدا کرده است.
پژوهش‌های علمی در مورد دویدن با پای برهنه یا با کفش‌های خیلی ساده به‌طور فزاینده ای نشان می‌دهد که اندازه و قدرت ماهیچه‌های پا را افزایش می‌دهد، اما به افراد سالم محدود شده است و برای رسیدن به نتایج قطعی به تحقیقات بیشتری نیاز است. در هر حال، کفش می‌تواند از بریدگی‌ها، کبودی‌ها، آسیب‌ها و آب و هوا محافظت کند.
جنبش ترویج پابرهنگی، برخی از تولیدکنندگان کفش را بر آن داشته تا کفش‌های ساده همچون موکاسین‌های سنتی را برای دویدن تولید کنند.

## تاریخچه

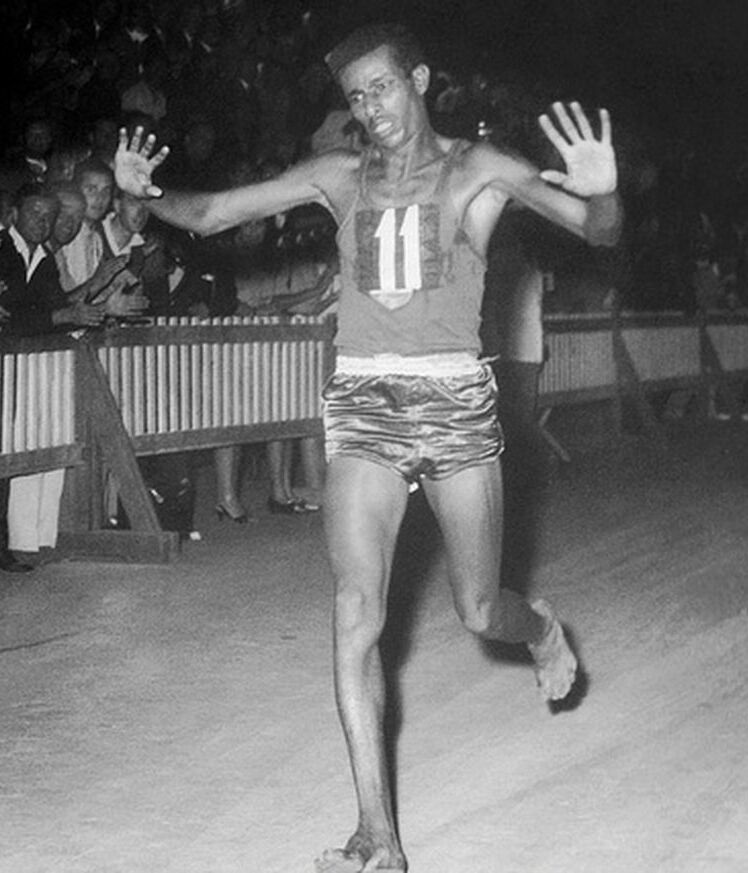
آببه بیکیلا، پس از پیروزی در المپیک ۱۹۶۰ رم با پای برهنه

در سال ۱۹۶۰، آببه بیکیلا از اتیوپی با پای برهنه در ماراتن المپیک رم پیروز شد و یک رکورد جهانی جدید به نام خود ثبت کرد. علت این اتفاق این بود که آدیداس، تأمین کننده کفش‌های المپیک، کفش‌های اندازه پای او تمام کرده بود؛ بنابراین تصمیم گرفت با پای برهنه بدود. وی قبلاً دویدن با پای برهنه تمرین کرده بود.
در دهه ۱۹۷۰، شیونات سینگ، یکی از بزرگ‌ترین دوندگان مسافت طولانی هند، به دلیل دویدن همیشگی با پای برهنه مشهور شده بود.
در دهه ۲۰۰۰، دویدن با پای برهنه طرفداران قابل توجهی را کسب کرد. دویدن با پای برهنه پس از انتشار کتاب کریستوفر مک‌دوگال که این عمل را ترویج می‌کرد، محبوبیت بیشتری کسب کرد. در ایالات متحده، انجمن دوندگان پابرهنه در نوامبر ۲۰۰۹ به عنوان یک باشگاه ملی برای دوندگان بدون کفش تأسیس شد و به سرعت رشد کرد.

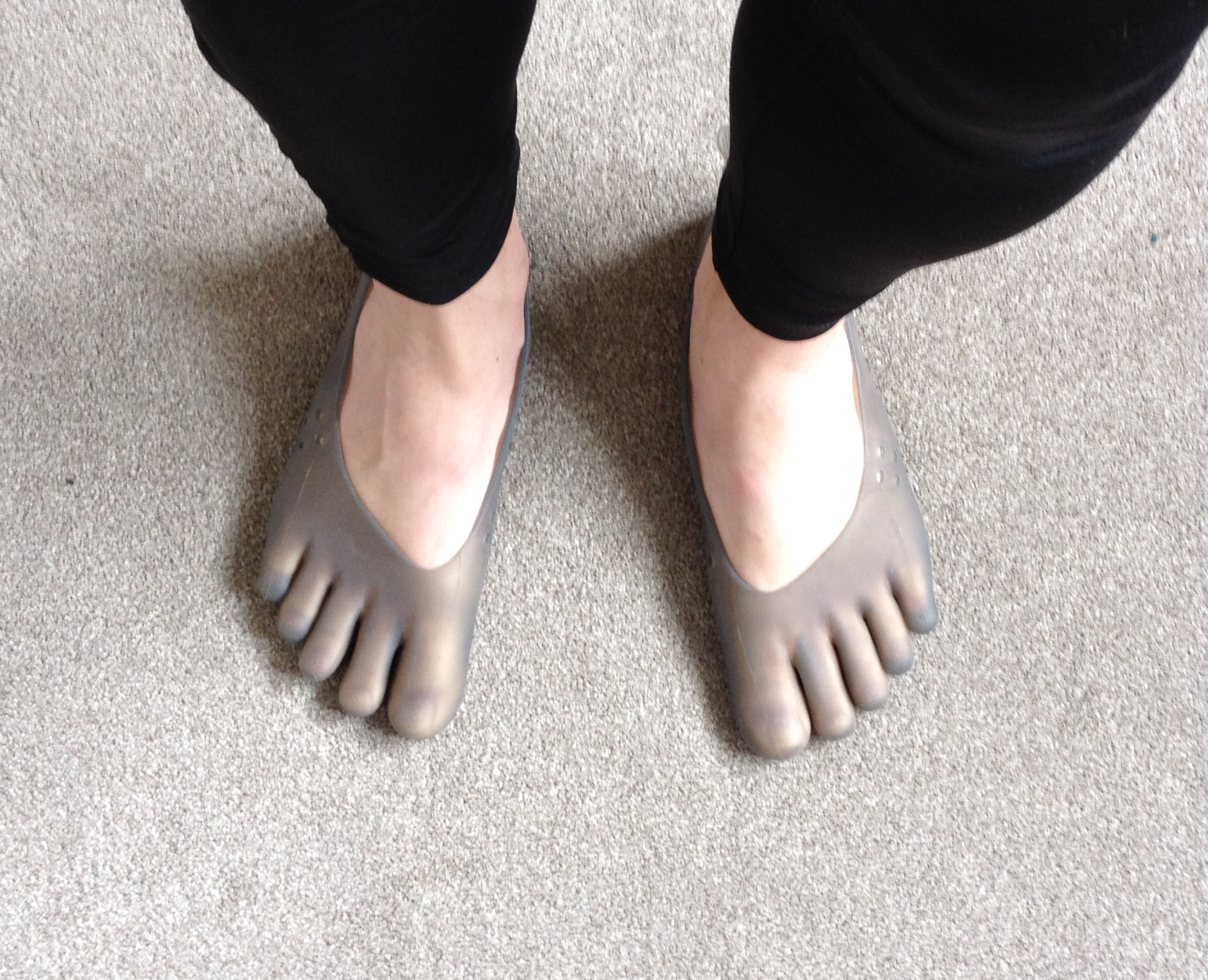
برای کاهش آسیب به کف پا ناشی از دویدن با پای برهنه، از کفش‌ها و پاپوش‌های ساده ای موسوم به کفش‌های مینیمالیستی استفاده می‌شود

## پیامدها

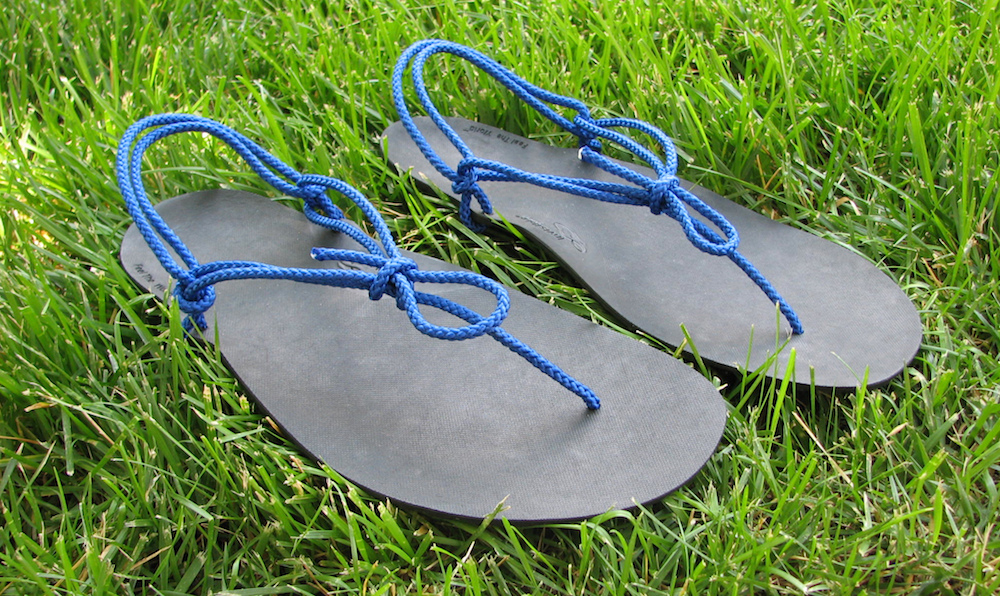
یک جفت کفش مینیمالیستی

از نیمه دوم قرن بیستم، علاقه علمی و پزشکی به تحقیق دربارهٔ فواید و مضرات دویدن با پای برهنه وجود داشته است. به ویژه در دهه ۱۹۷۰، با افزایش علاقه به دوی آهسته در کشورهای غربی کفش‌های دویدن مدرن تولید و به بازار آمدند. از آن زمان، کفش‌های مخصوص دویدن به دلیل افزایش آسیب‌های ناشی از دویدن مقصر شناخته شدند و این امر باعث شد برخی از دوندگان به صورت پابرهنه حرکت کنند.
تحقیقات نشان می‌دهند که دویدن با پای برهنه، فشار روی زانوها را کم می‌کند، اما در فشار روی عضلات پا، ساق پا، تاندون آشیل و مچ پا را بیشتر می‌کند؛ این به این معنی است که کسانی که در این نواحی سابقه آسیب‌دیدگی را دارند، باید از دویدن با پای برهنه اجتناب کنند، اما کسانی که به دنبال تقویت عضلات ناحیه پا هستند، دو پابرهنه برای آنها مفیدتر است. به دلیل افزایش فعالیت‌های عضلات پا در دویدن با پای برهنه، برای جلوگیری از آسیب به عضلات می‌بایست از مسافت‌های کوتاه و همچنین سرعت کم آغاز کرد.
خود کفش ورزشی نیز به عنوان عامل احتمالی بسیاری از صدمات مرتبط با دویدن با کفش مورد بررسی قرار گرفته است. مشخص شده است که دویدن با کفش‌های معمولی دویدن فشار روی مفاصل زانو را تا ۳۸ درصد افزایش می‌دهد، اگرچه هنوز مشخص نیست که آیا این منجر به آسیب‌های پاشنه پا می‌شود یا خیر. کفش‌های نامناسب ممکن است منجر به آسیب‌هایی مانند هماتوم زیرناخن و تجمع خون در زیر ناخن پا شود.

## ارجاع به بیرون
- ویکی‌پدیای انگلیسی؛ Barefoot running

1. 1 2  Francis, Peter; Schofield, Grant (2020-04-01). "From barefoot hunter gathering to shod pavement pounding. Where to from here? A narrative review". BMJ Open Sport & Exercise Medicine (به انگلیسی). 6 (1): e000577. doi:10.1136/bmjsem-2019-000577. ISSN 2055-7647. PMC 7202747. PMID 32405429.
2. ↑  Xu, Jennifer; Saliba, Susan A.; Jaffri, Abbis H. (2023-05-01). "The effects of minimalist shoes on plantar intrinsic foot muscle size and strength: A systematic review". International Journal of Sports Medicine (به انگلیسی). 44 (5): 320–328. doi:10.1055/a-1908-8867. ISSN 0172-4622. PMID 35878616.
3. ↑   (Thesis). {{cite thesis}}: Missing or empty |title= (help)
4. 1 2   {{cite book}}: Empty citation (help)
5. ↑  Altman, Allison R.; Davis, Irene S. (2016-04-01). "Prospective comparison of running injuries between shod and barefoot runners". British Journal of Sports Medicine (به انگلیسی). 50 (8): 476–480. doi:10.1136/bjsports-2014-094482. ISSN 0306-3674. PMID 26130697.
6. ↑  Lieberman, Daniel E.; Venkadesan, Madhusudhan; Werbel, William A.; Daoud, Adam I.; D’Andrea, Susan; Davis, Irene S.; Mang’Eni, Robert Ojiambo; Pitsiladis, Yannis (2010-01-01). "Foot strike patterns and collision forces in habitually barefoot versus shod runners". Nature (به انگلیسی). 463 (7280): 531–535. Bibcode:2010Natur.463..531L. doi:10.1038/nature08723. ISSN 0028-0836. PMID 20111000.
7. ↑  «Barefoot and Minimalist Running: What You Need to Know». National Center for Health Research (به انگلیسی). ۲۰۱۳-۰۹-۳۰. دریافت‌شده در ۲۰۲۴-۰۹-۰۶.
8. ↑  Kerrigan, D. Casey; Franz, Jason R.; Keenan, Geoffrey S.; Dicharry, Jay; Della Croce, Ugo; Wilder, Robert P. (2009-12-01). "The effect of running shoes on lower extremity joint torques". PM&R (به انگلیسی). 1 (12): 1058–1063. doi:10.1016/j.pmrj.2009.09.011. ISSN 1934-1482. PMID 20006314.
9. ↑  Mailler, E A; Adams, B B (2004-08-01). "The wear and tear of 26.2: dermatological injuries reported on marathon day". British Journal of Sports Medicine (به انگلیسی). 38 (4): 498–501. doi:10.1136/bjsm.2004.011874. ISSN 0306-3674. PMC 1724877. PMID 15273194.